# Бингёль, Явуз
Явуз Бингёль (тур. Yavuz Bingöl; род. 7 октября 1964, Стамбул) — турецкий певец и актёр.

## Биография
Родился 7 октября 1964 года в Стамбуле в семье учителя Йылмаза Бингёля и певицы Сенем Аккаш (была более известна под псевдонимом Шахсенем Баджи) .
В 1977 году под влиянием матери Явуз Бингёль поступил в Анкарскую консерваторию. После развода родителей в 1979 году Бингёль покинул консерваторию, после этого он вместе с матерью переехал в Измир, там он был вынужден работать на низкооплачиваемых работах, чтобы помочь своей семье. В 1983 году Явуз Бингёль возобновил занятия музыкой, в 1989 он вместе со своим другом Нихатом Айдыном основал группу «Atmacalar». В 1991 году название группы было изменено на «Umuda Ezgi». В 1995 году Бингёль вышел из группы, в том же году он записал свой первый сольный альбом «Sen Türkülerini Söyle».
Как актёр Явуз Бингёль снимался в ряде турецких мини-сериалов, в том числе «Bayanlar Baylar», «Ah Be İstanbul» и «Yanık Koza». Также Бингёль снялся в романтическом сериале «Zerda» и ситкоме «Eşref Saati». Два фильма, в которых снялся Явуз Бингёль, получили большой успех, фильм «Три обезьяны», был показан на Каннском кинофестивале, а режиссёр Нури Джейлан был признан лучшим режиссёром. Другой фильм, в котором снялся Бингёль, «Он сейчас в армии» был номинирован на премию Международного стамбульского кинофестиваля в номинации «лучший турецкий фильм»

### Личная жизнь
4 августа 2015 года Явуз Бингёль женился в четвёртый раз, его супругой стала певица Ойкю Гюрман. У Бингёля есть дочь от первого брака Тюркю Синем (род. 1988), она учится в США.